# Trechnites dubiosus
Trechnites dubiosus är en stekelart som beskrevs av Sharkov 1995. Trechnites dubiosus ingår i släktet Trechnites och familjen sköldlussteklar. Inga underarter finns listade i Catalogue of Life.